# Seishun dendekedekedeke
Pour plus de détails, voir Fiche technique et Distribution.
Seishun dendekedekedeke (青春デンデケデケデケ) est un film japonais réalisé par Nobuhiko Ōbayashi, sorti en 1992.

## Synopsis
En 1965, Takeyoshi Fujiwara, un lycéen, entend la chanson Pipeline du groupe The Ventures et décide de monter un groupe avec ses amis : The Rocking Horsemen.

## Fiche technique
- Titre : Seishun dendekedekedeke
- Titre original : 青春デンデケデケデケ
- Réalisation : Nobuhiko Ōbayashi
- Scénario : Fumio Ishimori (ja), d'après un roman de Sunao Ashihara (ja)
- Musique : Joe Hisaishi
- Photographie : Kenji Hagiwara
- Montage : Nobuhiko Ōbayashi
- Décors : Kazuo Satsuya (ja)
- Production : Kuniyoshi Kawashima et Kyōko Ōbayashi (producteurs délégués)
- Société de production : Galuk Premium, Liberty Fox et PSC
- Pays de production :  Japon
- Langue originale : japonais
- Genre : comédie
- Durée : 135 minutes[1]
- Dates de sortie : 
  - Japon : 31 octobre 1992[1]

## Distribution
- Ryō Amamiya : Kazuo Tanaka
- Tadanobu Asano : Seiichi Shirai
- Bengal : Takayuki Fujiwara
- Isao Bitō : Seitaroh Shirai
- Yasufumi Hayashi : Takeyoshi Fujiwara
- Wakaba Irie : Shino Shirai
- Aki Kajiwara : Kazuko Hashima
- Ittoku Kishibe : Terauchi-sensei
- Kaori Kobayashi : Momoko-sensei
- Yoshiyuki Ōmori : Fujio Gōta
- Takeshi Kusakabe : Johshin Gōta
- Takehiko Maeda : Saburoh Hashima
- Kaori Mizushima : Miki Shirai
- Tsumatoshi Nagahori : Takumi Okashita
- Toshie Negishi : Kinue Fujiwara
- Haruo Oguri : Michiko Takeda
- Yasuko Ohisa : Usui-sensei
- Reiko Oimori : Yuriko Uchimura
- Toshinori Omi : Sugimoto Fujiwara
- Shirō Sano : Noritane Itō
- Shinichiroh Satoh : Shizuo Taniguchi
- Tomoka Shibayama : Sachiyo Karamoto
- Kaori Takahashi (ja) : Emiko Ishikawa
- Kotomi Takimoto : Etsuko Taniguchi
- Ryōko Takizawa : Megumi Hikiji
- Shin Yasuda : Yoshiharu Nishimura

## Distinctions
Sauf indication contraire, les informations mentionnées dans cette section peuvent être confirmées par la base de données cinématographiques IMDb,  présente dans la section « Liens externes ».

### Récompenses
- 1992 : Hōchi Film Award du meilleur nouvel acteur pour Yoshiyuki Ōmori[2]
- 1993 : prix de la meilleure musique de film pour Joe Hisaishi et prix de la révélation de l'année pour Yoshiyuki Ōmori et Yasufumi Hayashi aux Japan Academy Prize[3]
- 1993 : prix Mainichi de la meilleure musique de film pour Joe Hisaishi et grand prix Sponichi du nouveau talent pour Yoshiyuki Ōmori[4]
- 1993 : prix du meilleur nouvel acteur pour Yoshiyuki Ōmori au Festival du film de Yokohama

### Nominations
- 1993 : prix du meilleur film, du meilleur réalisateur pour Nobuhiko Ōbayashi et du meilleur scénario pour Fumio Ishimori (ja) aux Japan Academy Prize[3]